# دنیاگیری کووید-۱۹ در آرژانتین
دنیاگیری کووید-۱۹ در آرژانتین بخشی از دنیاگیری بیماری کروناویروس ۲۰۱۹ در جهان است. اولین مورد تأیید شده در آرژانتین در ۳ مارس ۲۰۲۰ در شهر بوئنوس آیرس اعلام شد.